# Mihaela Buzărnescu
Mihaela Buzărnescu (* 4. Mai 1988 in Bukarest) ist eine rumänische Tennisspielerin.

## Karriere
Buzărnescu, die mit fünf Jahren das Tennisspielen begann, bevorzugt den Hartplatz. Sie spielt vor allem auf Turnieren des ITF Women’s Circuit, bei denen sie bereits 21 Titel im Einzel und 32 im Doppel gewinnen konnte. Auf der WTA Tour erreichte sie lange ihre größten Erfolge im Doppel, so 2007 beim İstanbul Cup mit Kazjaryna Dsehalewitsch das Viertelfinale. 2008 schied sie bei den Internationaux de Strasbourg mit Doppelpartnerin Jewhenija Sawranska bereits in der ersten Runde des Hauptfelds aus. Ebenfalls in der ersten Runde scheiterte sie 2015 an der Seite von Irina Maria Bara bei den BRD Bucharest Open. 2012 trat sie bei allen vier Grand-Slam-Turnieren in der Qualifikation an, konnte sich jedoch nicht durchsetzen. Bei den US Open schied sie 2015 bereits in der ersten Qualifikationsrunde aus. 2017 erreichte Buzărnescu in Linz das Halbfinale, wo sie der späteren Turniersiegerin Barbora Strýcová unterlag. 2018 erreichte sie in Hobart das Endspiel.
Seit 2006 kam Buzărnescu im Fed Cup bei vier Begegnungen für Rumänien zum Einsatz. Von ihren fünf Partien gewann sie drei, darunter beide Einzel. Von 2012 bis 2015 spielte sie in der 2. Bundesliga für den Rochusclub Düsseldorf.
Buzărnescu hat einen Ph.D. in Sportwissenschaften.

## Turniersiege

### Einzel
| Nr. | Datum              | Turnier          | Kategorie    | Belag             | Finalgegnerin         | Ergebnis       |
| --- | ------------------ | ---------------- | ------------ | ----------------- | --------------------- | -------------- |
| 1.  | 13. Juni 2004      | Pitești          | ITF $10.000  | Sand              | Liana-Gabriela Balaci | 6:3, 7:64      |
| 2.  | 20. Juni 2004      | Brașov           | ITF $10.000  | Sand              | Andrea Benítez        | 6:3, 7:5       |
| 3.  | 28. Mai 2006       | La Palma         | ITF $25.000  | Hartplatz         | Nadja Pavić           | 6:3, 6:74, 6:3 |
| 4.  | 8. Juni 2008       | Pitești          | ITF $10.000  | Sand              | Palma Kiraly          | 6:0, 6:3       |
| 5.  | 22. Juni 2008      | Bukarest         | ITF $10.000  | Sand              | Federica Di Sarra     | 6:2, 6:2       |
| 6.  | 15. August 2010    | Onești           | ITF $10.000  | Sand              | Ionela-Andreea Iova   | 6:0, 6:1       |
| 7.  | 5. September 2010  | Balș             | ITF $10.000  | Sand              | Alexandra Cadanțu     | 6:3, 6:2       |
| 8.  | 22. Mai 2011       | Izmir            | ITF $25.000  | Hartplatz         | Naomi Broady          | 7:5, 6:4       |
| 9.  | 10. Juli 2011      | Craiova          | ITF $25.000  | Sand              | Annalisa Bona         | 6:2, 3:6, 6:4  |
| 10. | 16. Juli 2011      | Zwevegem         | ITF $25.000  | Sand              | Bibiane Schoofs       | 3:6, 6:2, 6:4  |
| 11. | 14. September 2014 | Bukarest         | ITF $10.000  | Sand              | Simona Ionescu        | 6:3, 2:6, 6:1  |
| 12. | 5. April 2015      | El-Kantaoui      | ITF $10.000  | Hartplatz         | Lou Brouleau          | 6:0, 6:1       |
| 13. | 12. April 2015     | El-Kantaoui      | ITF $10.000  | Hartplatz         | Natalija Šipek        | 6:1, 6:0       |
| 14. | 16. August 2015    | Westende         | ITF $25.000  | Hartplatz         | Océane Dodin          | 6:1, 6:1       |
| 15. | 13. Dezember 2015  | Kairo            | ITF $25.000  | Sand              | Walentina Iwachnenko  | 6:0, 6:3       |
| 16. | 18. Juni 2017      | Hódmezővásárhely | ITF $60.000  | Sand              | Danka Kovinić         | 6:2, 6:1       |
| 17. | 24. Juni 2017      | Izmir            | ITF $60.000  | Hartplatz         | Eri Hozumi            | 6:1, 6:0       |
| 18. | 9. Juli 2017       | Getxo            | ITF $25.000  | Sand              | Renata Zarazúa        | 6:2, 6:2       |
| 19. | 16. Juli 2017      | Versmold         | ITF $60.000  | Sand              | Barbara Haas          | 6:0, 6:2       |
| 20. | 17. September 2017 | Biarritz         | ITF $80.000  | Sand              | Patty Schnyder        | 6:4, 6:3       |
| 21. | 29. Oktober 2017   | Poitiers         | ITF $100.000 | Hartplatz (Halle) | Alison Van Uytvanck   | 6:4, 6:2       |
| 22. | 19. November 2017  | Toyota           | ITF $60.000  | Teppich (Halle)   | Tamara Zidanšek       | 6:0, 6:1       |
| 23. | 5. August 2018     | San José         | WTA Premier  | Hartplatz         | Maria Sakkari         | 6:1, 6:0       |
| 24. | 3. Oktober 2021    | Le Neubourg      | ITF W80+H    | Hartplatz         | Anna Bondár           | 6:1, 6:3       |

### Doppel
| Nr. | Datum              | Turnier          | Kategorie         | Belag             | Partnerin                | Finalgegnerinnen                              | Ergebnis          |
| --- | ------------------ | ---------------- | ----------------- | ----------------- | ------------------------ | --------------------------------------------- | ----------------- |
| 1.  | 5. Juni 2004       | Constanța        | ITF $10.000       | Sand              | Gabriela Niculescu       | Bianca Bonifate Diana Gae                     | 6:4, 6:3          |
| 2.  | 12. Juni 2004      | Pitești          | ITF $10.000       | Sand              | Gabriela Niculescu       | Andrea Benítez Estefania Craciún              | 6:4, 6:4          |
| 3.  | 21. April 2007     | Hvar             | ITF $10.000       | Sand              | Magdalena Kiszczyńska    | Émilie Bacquet Karolina Jovanović             | 6:4, 6:2          |
| 4.  | 13. Mai 2007       | Rabat            | ITF $10.000       | Sand              | Melanie Klaffner         | Silvia Disderi Samia Medjahdi                 | 6:1, 6:4          |
| 5.  | 15. September 2007 | Sofia            | ITF $25.000       | Sand              | Magdalena Kiszczyńska    | Joana Cortez Teliana Pereira                  | 6:4, 6:72, [10:4] |
| 6.  | 29. September 2007 | Batumi           | ITF $25.000       | Hartplatz         | Vojislava Lukić          | Wassilissa Dawydowa Marina Shamayko           | 6:4, 6:2          |
| 7.  | 8. Juni 2008       | Pitești          | ITF $10.000       | Sand              | Laura-Ioana Andrei       | Simona-Iulia Matei Valentina Sulpizio         | 7:5, 3:6, [10:2]  |
| 8.  | 22. Juni 2008      | Bukarest         | ITF $10.000       | Sand              | Laura-Ioana Andrei       | Benedetta Davato Valentina Sulpizio           | 6:4, 4:6, [10:6]  |
| 9.  | 25. Juli 2008      | Charkiw          | ITF $25.000       | Sand              | Oksana Kalaschnikowa     | Kristina Antoniychuk Lessja Zurenko           | 6:1, 6:4          |
| 10. | 13. Juni 2009      | Bukarest         | ITF $10.000       | Sand              | Elora Dabija             | Laura-Ioana Andrei Ioana Gaspar               | 1:6, 7:5, [10:5]  |
| 11. | 10. Oktober 2009   | Antalya          | ITF $10.000       | Sand              | Kateřina Vaňková         | Magali De Lattre Fatima El Allami             | 6:1, 6:1          |
| 12. | 14. November 2009  | Le Havre         | ITF $10.000       | Sand (Halle)      | Marina Melnikowa         | Amandine Hesse Alizé Lim                      | 6:2, 7:64         |
| 13. | 22. November 2009  | Kairo            | ITF $25.000       | Sand              | Laura Thorpe             | Fatma Al-Nabhani Galina Fokina                | 6:4, 6:0          |
| 14. | 3. April 2010      | Antalya          | ITF $10.000       | Sand              | Dalia Zafirova           | Veronika Chvojková Martina Kubičíková         | 7:61, 7:5         |
| 15. | 1. Mai 2010        | Vic              | ITF $10.000       | Sand              | Cristina-Madalina Stancu | Olga Brózda Barbara Sobaszkiewicz             | 7:5, 3:6, [10:7]  |
| 16. | 13. August 2010    | Onești           | ITF $10.000       | Sand              | Laura-Ioana Andrei       | Camelia Hristea Biljana Pawlowa-Dimitrova     | 7:67, 6:2         |
| 17. | 20. August 2010    | Bukarest         | ITF $10.000       | Sand              | Laura-Ioana Andrei       | Diana Enache Camelia Hristea                  | 6:1, 6:3          |
| 18. | 18. September 2010 | Podgorica        | ITF $25.000       | Sand              | Irina-Camelia Begu       | Walerija Solowjowa Maryna Zanevska            | 5:7, 7:5, [12:10] |
| 19. | 7. Mai 2011        | Wiesbaden        | ITF $10.000       | Sand              | Karolina Wlodarczak      | Dejana Raickovic Ghislaine van Baal           | 6:74, 6:3, [10:6] |
| 20. | 3. Juni 2011       | Florenz          | ITF $10.000       | Sand              | Zuzana Zlochová          | Nicole Clerico Valentina Sulpizio             | 6:3, 6:4          |
| 21. | 23. Juli 2011      | Samsun           | ITF $25.000       | Hartplatz         | Tadeja Majerič           | Çağla Büyükakçay Pemra Özgen                  | 6:1, 6:4          |
| 22. | 10. September 2011 | Saransk          | ITF $25.000       | Sand              | Teodora Mirčić           | Eva Hrdinová Weronika Kapschaj                | 6:3, 6:1          |
| 23. | 2. Oktober 2011    | Telawi           | ITF $50.000       | Sand              | Elena Bogdan             | Ekaterine Gorgodse Anastasia Grymalska        | 1:6, 6:1, [10:3]  |
| 24. | 14. Juli 2012      | Zwevegem         | ITF $25.000       | Sand              | Nicola Geuer             | Kim Kilsdonk Nicolette Van Uitert             | 7:65, 1:6, [10:4] |
| 25. | 15. September 2012 | Mont-de-Marsan   | ITF $25.000       | Sand              | Timea Bacsinszky         | Teliana Pereira Aleksandrina Najdenowa        | 6:4, 6:1          |
| 26. | 11. April 2015     | Port El Kantaoui | ITF $10.000       | Hartplatz         | Olena Kyrpot             | Jennifer Claffey Kathinka von Deichmann       | 6:4, 6:2          |
| 27. | 24. April 2015     | Pula             | ITF $25.000       | Sand              | Irina Maria Bara         | Corinna Dentoni Claudia Giovine               | 6:3, 2:6, [10:4]  |
| 28. | 24. Oktober 2015   | Saguenay         | ITF $50.000       | Hartplatz (Halle) | Justyna Jegiołka         | Sharon Fichman Maria Sanchez                  | 7:66, 4:6, [10:7] |
| 29. | 21. November 2015  | Sowade           | ITF $25.000       | Teppich (Halle)   | Justyna Jegiołka         | Kim Grajdek Jekaterina Jaschina               | 6:2, 6:3          |
| 30. | 22. Oktober 2016   | Saguenay         | ITF $50.000       | Hartplatz         | Elena Bogdan             | Bianca Andreescu Charlotte Robillard-Millette | 6:4, 6:74, [10:6] |
| 31. | 29. Oktober 2016   | Tampico          | ITF $50.000       | Hartplatz         | Elise Mertens            | Usue Maitane Arconada Katie Swan              | 6:0, 6:2          |
| 32. | 13. Mai 2017       | Dunakeszi        | ITF $25.000       | Sand              | Irina Maria Bara         | Daiana Negreanu Oana Georgeta Simion          | 1:6, 6:1, [10:3]  |
| 33. | 16. September 2017 | Biarritz         | ITF $80.000       | Sand              | Irina Maria Bara         | Cristina Bucșa Isabelle Wallace               | 6:3, 6:1          |
| 34. | 16. Dezember 2017  | Dubai            | ITF $100.000+H    | Hartplatz         | Alena Fomina             | Lesley Kerkhove Lidsija Marosawa              | 6:4, 6:3          |
| 35. | 26. Mai 2018       | Straßburg        | WTA International | Sand              | Raluca Olaru             | Nadija Kitschenok Anastasia Rodionova         | 7:5, 7:5          |
| 36. | 17. Juli 2021      | Budapest         | WTA 250           | Sand              | Fanny Stollár            | Aliona Bolsova Tamara Korpatsch               | 6:4, 6:4          |

## Abschneiden bei Grand-Slam-Turnieren

### Einzel
| Turnier         | 2011 | 2012 | 2013 | 2014 | 2015 | 2016 | 2017 | 2018 | 2019 | 2020 | 2021 | 2022 | 2023 | 2024 | 2025 | Karriere |
| --------------- | ---- | ---- | ---- | ---- | ---- | ---- | ---- | ---- | ---- | ---- | ---- | ---- | ---- | ---- | ---- | -------- |
| Australian Open | —    | Q2   | —    | —    | —    | —    | Q2   | 1    | 1    | —    | 1    | Q1   | —    | —    | —    | 1        |
| French Open     | —    | Q2   | —    | —    | —    | —    | —    | AF   | 1    | Q1   | 2    | 1    | —    | —    | Q1   | AF       |
| Wimbledon       | —    | Q2   | —    | —    | —    | —    | Q2   | 3    | 2    |      | 1    | 2    | —    | —    | Q1   | 3        |
| US Open         | Q3   | Q1   | —    | —    | Q1   | —    | 1    | —    | 1    | 1    | Q3   | —    | —    | —    |      | 1        |

Zeichenerklärung: S = Turniersieg; F, HF, VF, AF = Einzug ins Finale / Halbfinale / Viertelfinale / Achtelfinale; 1, 2, 3 = Ausscheiden in der 1. / 2. / 3. Hauptrunde; Q1, Q2, Q3 = Ausscheiden in der 1. / 2. / 3. Qualifikationsrunde; nicht ausgetragen

### Doppel
| Turnier         | 2018 | 2019 | 2020 | 2021 | Karriere |
| --------------- | ---- | ---- | ---- | ---- | -------- |
| Australian Open | 1    | 2    | —    | 1    | 2        |
| French Open     | VF   | 1    | —    | 1    | VF       |
| Wimbledon       | VF   | 1    |      | —    | VF       |
| US Open         | —    | —    | —    | —    | —        |

### Mixed
| Turnier         | 2018 | 2019 | Karriere |
| --------------- | ---- | ---- | -------- |
| Australian Open | —    | 1    | 1        |
| French Open     | 1    | 1    | 1        |
| Wimbledon       | 2    | —    | 2        |
| US Open         | —    | —    | —        |